# ナムジ
『ナムジ』は、安彦良和の全編書き下ろし漫画。原田常治『古代日本正史』を、設定の基としている。
記紀に描かれているナムジ＝大国主を、2世紀後半の日本に実在した人物として、大胆な仮説や創作を加えながらその半生を描いた歴史作品。同じく記紀神話（日本神話）の人物を題材とした連作（『神武』、『蚤の王』、『ヤマトタケル』）の出発点となった。

## 出版
1989年から1991年に、徳間書店より書き下ろし単行判（全5巻）で刊行。1994年にアニメージュコミックスで再刊された。
中央公論新社は簡易装丁版（全4巻）で、中公文庫コミック版（1997年）と、コンビニコミック版（2003年）で再刊された。
2012年から2013年に「古事記巻之一 完全版 ナムジ 大國主」カドカワコミックス・エース（全4巻）で新版再刊された。

## あらすじ

### 第一部
紀元2世紀末の日本。
鉱山の奴隷ナムジは視察に訪れた出雲王スサノオの娘スセリに自ら志願し、淤宇の宮の馬丁として仕える身となる。
大陸から渡来した一族によって統治される出雲において土着の倭人は格下の身分に甘んじる立場にあったが、露骨な階級社会に強く反発したナムジは、スセリの五兄イワサカと激しい乱闘を演じる等、問題児として危険視される。
支配者層への報復心を募らせたナムジは狩りに出たスセリがエミシ族の襲撃を受け孤立した隙を突いてその処女を奪うが、スセリは逆にナムジへ想いを寄せるようになる。事の次第を知った四兄クライネはナムジを危険分子と見なし、エミシ討伐のどさくさに紛れて抹殺しようと画策する。
山狩りの中で罠に嵌められたナムジはクライネの目論み通りに死にかけるが、道中で助けた霊女イセポに救われる。浜辺で意識を取り戻したナムジは大陸視察から帰還したスサノオの船に拾われる。

### 第二部
スサノオは倭王を称する邪馬台国の征討を宣言し、戦の準備を進める一方、娘を孕ませたナムジに対しては死罪を免れる条件として比婆山に巣食う鬼を祓うように命じる。山の墳墓に埋葬されているのはスサノオの母イザナミで、鬼は殉葬された召し使いたちだった。イザナミの御魂に気に入られたナムジは彼女の遺体を清める。
晴れてスサノオに認められ、スセリの夫となったナムジは国作りに着手する。倭人への差別意識を持ち続ける家来たちを見返そうと、知識を持たぬまま強引に河川工事を推し進めた結果、一度は失敗して大きな被害を出すものの、小舟に乗って現れた賢者スクナビコナの助言で運河を築き、治水を成功させる。

### 第三部
スサノオ率いる出雲軍が筑紫に攻め入り、ここに倭国の大乱が始まる。一方、守りの手薄になった出雲領内には謎の男ヒボコ率いる郎党が出没し、宮を焼き払うなどの狼藉を働いて布津の一族を動揺させる。
ナムジは国の明け渡しを要求するヒボコを僅かな手勢で迎え討ち退かせると共に、その勢いで丹波国の奥深くまで追撃し、本拠地の大江山を攻め落とす。
遠征を通してより広い世界がある事を知ったナムジは出雲一国を越えた大國の主になる壮大な夢を抱くようになっていく。

### 第四部
淡路の地に兵を進めたナムジはナガスネ率いる鳥見の軍勢と衝突し危機に陥る。河内の湿地帯に追い詰められ、暴風の中でスクナビコナを失ったナムジらを救ったのは海から船団を率いて現れたオオドシだった。オオドシは邪馬台国のヒミコに篭絡されて野心を失ったスサノオと袂を分かち、新天地を求めて東方まで来たのだった。
巻向勢と和解し、国主に迎えられたオオドシは共に国作りを成そうナムジに持ちかけるが、自らの手で諸国を統べる野望を抱いたナムジはこれを断って出雲に帰還する。
同じ頃、筑紫からはスサノオが海人族の襲撃を受けて倒れたという報せが入り、ナムジは息つく間もなく救援に赴く事になる。瀕死の大王を守ながら出雲勢は撤退を始めるが、殿軍を担ったナムジは海人族による再度の奇襲で捕虜となる。

### 第五部
邪馬台国に引き渡されたナムジは岩牢に幽閉されるが、少女タギリによる施しもあり過酷な獄中暮らしを生き延びる。10年の後、釈放されたナムジはタギリが女王ヒミコとスサノオの娘である事を知る。ヒミコはナムジを客将として扱い、成長したタギリをナムジの妻とする。
やがてタギリの異父兄ニニギ率いる邪馬台軍は出雲を九州より放逐するべく出兵し、ヒミコの命でナムジも従軍する。その目的は出雲との講和にあったが、停戦を拒絶したニニギは乱戦の中で討ち死にし、ナムジはスセリとの息子ミナカタの追撃を受ける。
海岸に追い詰められたナムジたちはヒボコ率いる海人族の仲間になっていた出雲時代の元部下たちに救われ、沖ノ島に逃れる。大国の主となる夢が破れた事を痛感したナムジは失意に苛まれるが、そこに生まれたばかりの息子ツノミを抱えたタギリが小舟に乗って現れ、再会を果たす。

## 主な登場人物
以下では主に記紀の描写との関連、および創作と考えられる点について注記する。

### 出雲
中つ国(中国地方)の北、大海に面した国。胡地(満州付近)より朝鮮半島を経由して渡来した騎馬民族の末裔である布津族によって支配されている。
鉄鉱を豊富に産出する事から製鉄技術が高度に発達している他、それを元にした強大な軍事力も有しており、邪馬台をはじめとする周辺諸国と倭の覇権を巡って抗争を繰り広げる。
ナムジ - 大国主
本作の主人公。海岸に漂着した流民の小舟から一人生きて拾われたが、その気性の激しさから疎まれ、鉄山に奴隷として売られた。その出自のため出雲の支配者層からは他の倭人と共に刺青の輩と蔑まれる一方、倭人からも素性の知れない流れ者として見下されるという曖昧な立場にある。しかしどちらの社会にも染まりきれない特異性故に、自分を抑圧する物全てを越えて見返そうという強い意志を抱いている。その反骨精神によって一介の厩番からスセリの夫となり、果ては出雲の範疇を越えた世界を統べる大国の主となる道をひた向きに進もうとする。
本作品では子供を除き、他の登場人物との親子・兄弟関係は一切ない。スセリを娶り、木の股に挟まれて死にかかるなど、前半では特に大国主の神話に基づくストーリーが多い。またよく知られた出雲の国譲りについては本作品ではなく『神武』で描写される。
スセリ - スセリビメ
スサノオの末子で出雲国の次期継承者。鉱山の視察に訪れた際、看守を押し退けて直談判に現れたナムジに興味を持ち、厩番として雇い入れる。当初はナムジをお気に入りの部下としか見ていなかったが、エミシ族の襲撃から助けられた際にナムジの男としての強さを知り、恋心を抱く。その後はスサノオに試練を課されたナムジをひた向きに思い続け、晴れて夫婦となってからはヤマシロヒコ、タケミナカタの二子を産む。
その一方で外界に関心を向けるあまりしばしば家族を疎かにするナムジに不満を抱き、その周囲に出没するイセポに嫉妬する姿も描かれている。
スサノオ
出雲国を統べる大王。スセリを含む五男三女の父。
倭州全土を統一し、韓の故国をも併呑する野望を抱いており、その実現のため筑紫の邪馬台国に攻め入る。当初は破竹の勢いで進撃するものの、講和の献上品として差し出されたヒミコの美貌に魅入られて男としての情を抱き、野心と威厳を失った末に海人族の襲撃で瀕死の重症を負う。
イザナギ・イザナミを実の両親とし、カグツチと同一人物ともされている。母を死に追いやった事や、その確執から父をも殺した事に罪の意識を抱いており、更に妻のクシイナダを早くに亡くす等、血族の絆に恵まれなかった孤独がヒミコの付け入る隙となった事が示唆されている。
また、神話で語られているヤマタノオロチ退治の逸話は製鉄技術を独占する豪族を滅ぼして国を奪った出来事と解釈されている。
スクナビコナ /ヒルコ
スサノオの兄弟。イザナギとイザナミの最初の子だが、未熟児故に小舟で流されたヒルコと同一人物として描かれている。森羅万象に通じた碩学者で、治水工事に失敗して消沈するナムジの前に現れ、国作りの助言者となる。大和出兵の際、毒矢を受けたナムジを救うため、自らの命と引き替えにナムジを救うようイセポに頼む。その直後回復したナムジに逃げ道を示した後、自らは暴風雨の中で行方不明となる。記紀では常世の国に去っていったとされるが、本作では常世の国は東国に比定されている。
ヤシマヌ - 八島士奴美神
スサノオの長男。出雲を不在にする事が多い父に代わって内政を取り仕切っているが、自己主張の強い弟妹たちに手を焼いており、その結果としてナムジの狼藉を許す。その後もヒボコの攻撃で淤宇の宮を焼かれるなど、気弱で頼りない人物として描かれている。
イタケル - 五十猛神
スサノオの次男。出雲随一の勇猛を誇る屈強な大男で、兄弟の中では最も容姿が父に似ている。父王の側近として常に傍らに控え、共に筑紫攻めを指揮する。父がナムジを認めているためか、他の館衆のような強い差別意識は持っていない。
オオドシ - 大年神/大物主/ニギハヤヒ
スサノオの三男。聡明な美男子で、イタケル同様ナムジの意志の強さを高く買っている。倭国全土を統べる志を抱いているものの、スサノオとは異なり韓国まで進出しようとは思っていない。スサノオがヒミコに篭絡されて戦意を失うと袂を分かって大和へと船を向け、ナムジを救い、自らは大和の統治者となる。
スクナビコナとオオドシに関わる一連のストーリーは、大国主の国づくりに基づく。
クライネ - ウカノミタマ
スサノオの四男。銭勘定に長け、大陸との貿易や外交を一手に引き受ける。兄弟のなかでは最もナムジを警戒し、しばしば亡き者にしようと画策する。スセリの夫となってからも成り上がり者と見下し、事あるごとに嫌味な態度を取る。最終的にはナムジを排除する事に成功するものの、それが同時に出雲の凋落の始まりとなってしまう。
モデルとなったウカノミタマ(倉稲魂命)は後代の神事では大年神の同母姉妹にあたる女神として扱われるが、古事記においては性別が不明瞭なためか、本作では男性として描かれている。
イワサカ - 磐坂日子命
スサノオの五男。気性が荒く酒癖も悪い暴れん坊。奴隷同然の馬丁だったナムジに恥をかかされた事を逆恨みし、殺そうと画策するが反撃に遭い失敗した。その後もエミシ討伐や筑紫攻めの際にも陥れようとするが、戦場で命を救われた事で迷いが生じる。
クエビコ  - 久延毘古
杵築の宮の主となったナムジに付属された目付け役的な家宰。当初は他の者と同じくナムジを軽んじていたが、治水を成功させたのを見て、忠誠を示すようになる。
記紀では大国主の元に現れたスクナビコナの名を言い当てる知恵者で、作中にもそれを元にした場面がある。
タニグク - 多邇具久
杵築の倭人の少年。洪水によって両親を失い、そのきっかけを作ったナムジを激しく詰るが、その後治水に成功したのを機に小性として仕える事になる。
記紀でクエビコ、スクナビコナと共に登場するヒキガエルの神がモデル。
ナムジの部下たち
大江山攻略の際、ナムジ自ら潜入作戦に選んだ倭人の兵士たち。ヒトナリ、カガセ、ミゾクヒ、サシリの四人。砦で使役される奴婢の中に紛れ込み、内部から混乱を引き起こして開城させる。その後もナムジの供廻りとして付き従うが、大和の地で婦女に暴行を働いたサシリは処刑される。
ナムジが邪馬台に引き渡された後はタニグクと共にヒボコの部下となり、後に出雲軍に追われたナムジを救出して沖ノ島に導く。
ヒボコ - アメノヒボコ
スサノオの筑紫攻めの隙を突いて出雲に現れた謎の男。鬼の面を付けている。ナムジやスサノオと同じく韓の国から渡ってきた身で、徒党を率いてナムジと日本海沿岸の覇を争う。面の下の素顔も額から角のような瘤が突き出ており、元々王族の出でありながら、その異様な風貌を忌まれ追放された事が本人の口から語られる。ナムジとの一騎討ちの末姿を眩まし徒党は壊滅したが、後に海人族の首領としてナムジを捕縛し邪馬台国に引き渡す。
アメノヒボコとツヌガアラシト＝「角がある人」を同一の存在とする説があることから、これを文字通りキャラクターとして描写したと考えられる。また、大江山に本拠地を置いており、酒呑童子の伝説も参考にしていると思われる。
イセポ - 因幡の白兎
戦場でナムジに救われた少女。特殊な能力によってたびたびナムジを救うが、スセリとの仲に不和を生じさせた事からナムジには疎まれている。
記紀には登場しないが「イセポ」はウサギを意味するアイヌ語であることから、因幡の白兎から創作されたと考えられる。その正体は続編『神武』で明らかとなる。
イザナミ
スサノオとスクナビコナの母。スサノオを産む際に命を落とし、その事実がスサノオの心に傷を残している。
スセリを娶るための試練としてナムジが遣わされた陵墓に葬られており、亡霊として登場。

### 邪馬台国
筑紫島(九州)北部の国。秦の支配を逃れて中国大陸から渡ってきた徐福の一団が最初に入植した地で、美貌の巫女(ヒミコ)を祭司に戴く。大陸との貿易で栄え倭王を称していたが、スサノオ率いる出雲軍の侵攻に圧倒され、南方の日向に遷都する。スサノオの死後は勢いを盛り返し、女王となったヒミコの指導で倭国の覇権を巡って争う。
ヒミコの他にも複数の首長が存在し、いずれも記紀に記述のある高天ヶ原の神々の名前を冠している。
ヒミコ - 天照大神
邪馬台（やまと）国の巫女。出雲の筑紫進攻に際し、講和の条件としてスサノオに献上され、記紀にもある「誓約（うけい）」によってスサノオの子供を生むとともに、スサノオを篭絡して侵略の野望を潰えさせる。海人族に救出され邪馬台に帰還した後は、スサノオの寵愛を受けた自分こそが正当な後継者であると自認し、倭州統一に向けて出雲との戦を継続する。
考古学上の学説に倣い、アマテラスに比定されている。また、スサノオ以外にも邪馬台の首長たちとの間に複数の子がいて、続編の神武にも登場する。
ニニギ
邪馬台の首長の一人オシホミミとヒミコの息子。母を出雲に差し出した父を含む首長たちを軽蔑しており、民衆の支持を得てヒミコを女王に擁立させ、自らは大将としてタケミナカタ率いる出雲との決戦に臨む。
タギリ
ヒミコとスサノオの間の娘。邪馬台国に囚われ岩牢に幽閉されたナムジの前に現れ、看守の目を盗んで食料を届けるようになり、過酷な獄中生活を耐えるための精神的支えとなる。釈放された後もナムジの元に足しげく通い、身の回りの世話をするようになる。
当初はナムジに抱いた異性としての感情を自覚していなかったが、ヒミコの呪言でナムジの夫となる運命を受け入れ、息子ツノミ（鴨建角身命）をもうける。
宗像三女神の1人で、物語の結末もタギリらが沖ノ島に祀られている事に由来する。

### 大和国
淡海の東方、現奈良盆地を治める勢力。三輪山の麓にある巻向の地を中心とする。漢帝国の拡張に脅威を感じた徐福の民の一部が、更に東方の地へ移住して築いた。
ナガスネ
鳥見の地を治める豪族。ヒボコの残党を追って淡海に進出したナムジら出雲勢の前に立ち塞がり、弩や毒矢などの兵器で苦しめる。徐福の末裔としての自負が強く、出自を異にする出雲人や倭人を野蛮な未開人と侮蔑している。
アビヒコ
ナガスネの兄で巻向の族長。大陸由来の占術に精通した卜師で、不老長寿の妙薬の秘伝を知る。海を渡ってきたオオドシに降伏するものの、その人徳と素養に感銘を受けて支配者として受け入れる。